# Майк Буденгольцер
Майкл Вінсент Буденгольцер (англ. Michael Vincent Budenholzer; нар. 6 серпня 1969) — американський професійний тренер з баскетболу. 

## Життєпис
Перш ніж прийти в «Бакс», Буденгольцер провів п'ять сезонів на посаді головного тренера «Атланти Гокс», і 17 сезонів у «Сан-Антоніо Сперс», виконуючи обов'язки альтернативного відеокоординатора протягом перших двох сезонів, а потім помічником тренера за спиною головного тренера Грегга Поповича. Буденгольцер привів «Бакс» до їх 2-го чемпіонського титулу, і свого першого, коли вони перемогли «Фінікс Санз» у фіналі чемпіонату НБА сезону 2020/21.